# Lewis B. Puller

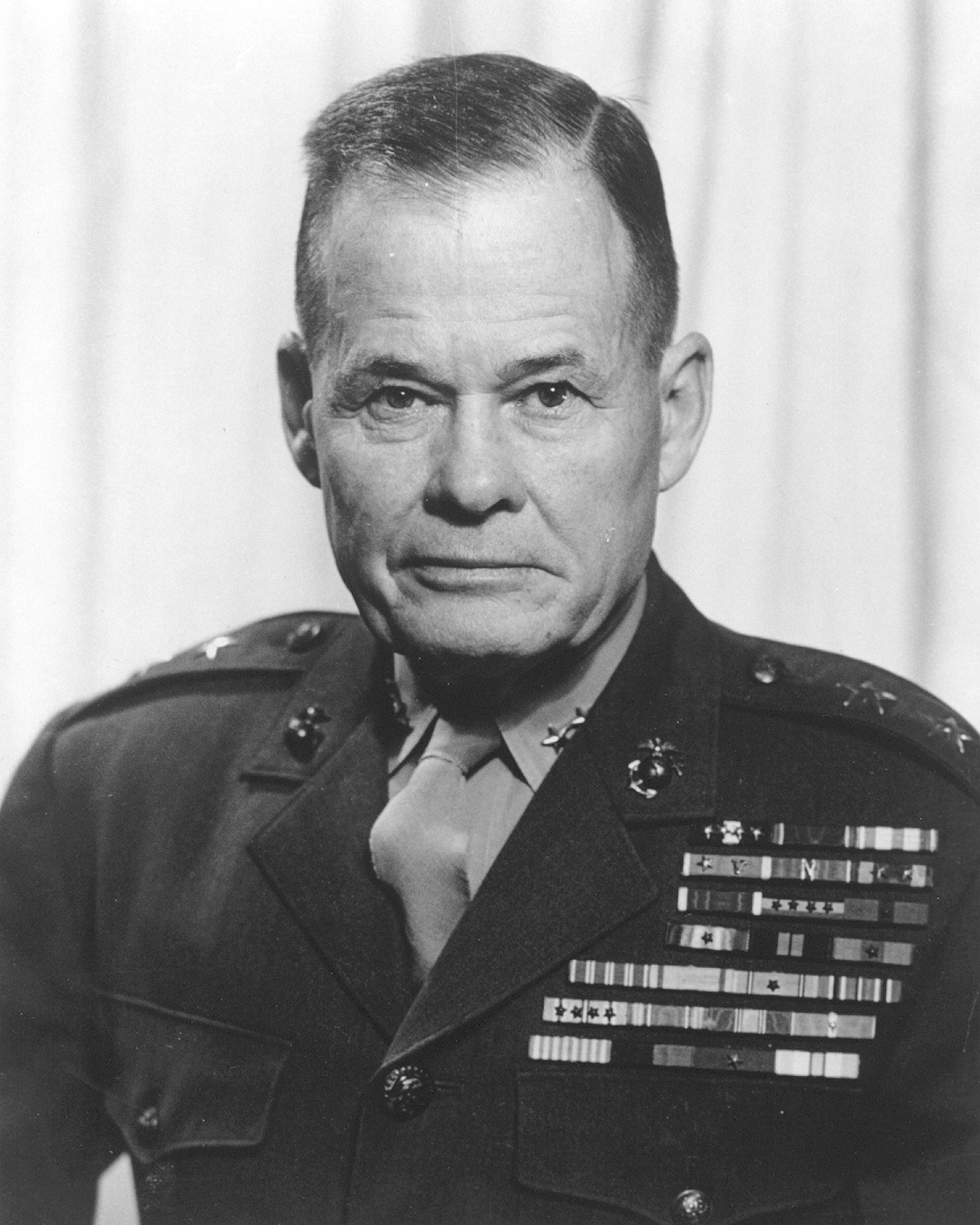
Lt. Gen. Lewis B. Puller

Lewis Burwell „Chesty“ Puller (* 26. Juni 1898 in West Point, Virginia; † 11. Oktober 1971 in Hampton, Virginia) war ein Lieutenant General des US Marine Corps (USMC), der sich aus der Unteroffizierslaufbahn hochgedient hatte. Er ist einer der höchstdekorierten Offiziere in der Geschichte des US Marine Corps.

## Leben

### Jugend und Erster Weltkrieg
Puller, dessen Spitzname „Chesty“ von seiner fassförmigen Brust (barrel chest) herrührt, war ein entfernter Verwandter des US Army Generals George S. Patton.
Nach seinem ersten Jahr am Virginia Military Institute gab er dieses im August 1918 auf und verpflichtete sich als Private im US Marine Corps. Die US-amerikanische Beteiligung im Ersten Weltkrieg verstärkte sich zu dieser Zeit gerade, sodass angenommen werden kann, dass er an der Front dienen wollte. Allerdings wurde Puller nicht auf die Schlachtfelder Europas versetzt. Er verblieb jedoch im USMC und diente weitere 37 Jahre.

### Zwischenkriegsjahre
Er wurde am 16. Juni 1919 zum Second Lieutenant der Reserve ernannt, wurde jedoch zehn Tage später, am 26. Juni, aufgrund der Truppenreduzierungen nach dem Krieg in einen inaktiven Status versetzt.
Puller verpflichtete sich deshalb noch im selben Jahr wieder als Mannschaftsdienstgrad im USMC. Als einfacher Soldat nahm er an Kampfhandlungen während der US-Militärintervention in Haiti auf Hispaniola mit der Gendarmerie d’Haiti teil, die unter einem Abkommen mit den Vereinigten Staaten arbeiteten. Er nahm so an über 40 Einsätzen während der fünf Jahre andauernden Auseinandersetzungen mit den haitianischen Rebellen teil.
Im März 1924 kehrte er in die Staaten zurück und wurde, nachdem er die Marine Basic School in Philadelphia (Pennsylvania) absolviert hatte, abermals als Second Lieutenant und damit als Offizier vereidigt. Danach wurde er zum 10. Marineartillerie-Regiment nach Quantico versetzt. Im Juli 1926 wurde er in die Marine Barracks in Pearl Harbor auf Hawaii und 1928 nach San Diego in Kalifornien versetzt.
Im Dezember 1928 wurde Puller im Rahmen der US-Militärintervention in Nicaragua in eine Abteilung der Nationalgarde von Nicaragua versetzt, wo er auch sein erstes Navy Cross erhielt. Nachdem er im Juli 1931 in die Staaten zurückgekehrt war, absolvierte er bis 1932 den Kurs für Kompanie-Offiziere in Fort Benning in Georgia, kehrte abermals nach Nicaragua zurück und erhielt sein zweites Navy Cross für die „Führung von fünf aufeinander folgenden Kampfhandlungen gegen eine Überzahl von bewaffneten feindlichen Kräften“.
Nach seinem Dienst in Nicaragua wurde Puller der Marine-Abteilung in der US-amerikanischen Gesandtschaft in Peking (China) als Kommandeur einer Einheit der China Marines zugeteilt. Danach wurde er auf die USS Augusta versetzt, einen Kreuzer der Asiatischen Flotte, der vom Captain Chester W. Nimitz kommandiert wurde. Puller kehrte im Juni 1936 in die Staaten zurück und wurde als Ausbilder in der Marine Basic School in Philadelphia eingesetzt.
Im Mai 1939 wurde er wieder auf die USS Augusta versetzt; ihm wurde das Kommando über die Einheiten der Marines an Bord übertragen. Als er dann wieder nach China kam, verließ er in Shanghai das Schiff und wurde im Mai 1940 stellvertretender Kommandeur (XO) des 2. Bataillons des 4. US-Marineregiments, der sog. China Marines, dessen Kommandierender Offizier (CO) er später wurde.

### Zweiter Weltkrieg
Im August 1941 kehrte Puller in die Vereinigten Staaten zurück und wurde Kommandeur des 1. Bataillons des 7. US-Marineregiments, bekannt als 1/7, der 1. US-Marinedivision, die auf der Marine Corps Base Camp Lejeune in North Carolina stationiert war.
Seine Einheit wurde für kurze Zeit dem 3. US-Marineregiment zugeteilt und in den Pazifik versetzt, um dann wieder mit der 1. US-Marinedivision auf Guadalcanal zu kämpfen. Für seine Handlungen in der Schlacht um Henderson Field auf Guadalcanal erhielt Puller sein drittes Navy Cross. In diesem Gefecht verteidigte das 1. Bataillon des 7. US-Marineregiments als einzige US-amerikanische Einheit das einzige Flugfeld auf der Insel gegen eine japanische Übermacht in Regimentsstärke. In dem Feuergefecht in der Nacht vom 24.–25. Oktober 1942, das über drei Stunden andauerte, erlitt Pullers Bataillon etwa 70 Mann Verluste, während die Japaner dabei über 1.400 Soldaten verloren.
Nach diesen Ereignissen wurde Puller stellvertretender Kommandeur des 1. US-Marineregiments. In dieser Funktion erhielt er sein viertes Navy Cross für seinen Einsatz im Dezember und Januar 1944 in Cape Gloucester, Operation Dexterity. Im Februar 1944 wurde er Regimentskommandeur und führte das Regiment zwischen September und Oktober 1944 in zahlreiche Kampfhandlungen, darunter auch die Schlacht um Peleliu.
Im November 1944 kehrte Puller nach North Carolina zurück und wurde stellvertretender Kommandeur des Marineinfanterie-Ausbildungsregiments in Camp Lejeune. Nach dem Krieg war er Befehlshaber des 8. Reservedistrikts in New Orleans (Louisiana) und kommandierte später die Marine-Kaserne in Pearl Harbor.

### Koreakrieg und spätere Karriere
Als der Koreakrieg ausbrach wurde Puller abermals zum Kommandeur des 1. US-Marineregiments ernannt, mit dem er als Colonel auch am 15. September 1950 an der Landung bei Incheon teilnahm. Für seine Handlungen während der Schlacht um das Chosin-Reservoir wurde ihm sein fünftes Navy Cross verliehen. Im Januar 1951 wurde er zum Brigadier General befördert und übernahm den Posten des Assistierenden Divisionskommandeurs der 1. US-Marinedivision. Er blieb bis zum Mai 1951 in Korea.
Puller übernahm nachfolgend verschiedene Kommandos und wurde bis zu seiner Pensionierung aus gesundheitlichen Gründen am 1. November 1955 noch zum Major General und in Folge zum Lieutenant General befördert.
1966 beantragte er seine Reaktivierung, um im Vietnamkrieg zu dienen; dies wurde ihm jedoch aufgrund seines Alters verweigert.
Lewis B. Puller starb 1971 im Alter von 73 Jahren in Saluda im US-Bundesstaat Virginia. Er liegt auf dem Christchurch Friedhof neben seiner Frau begraben, die 2006 im Alter von 97 Jahren starb.

## Auszeichnungen
Puller war einer der höchstdekorierten US Marines in der Geschichte und einer von nur zwei Männern, die das Navy Cross fünfmal verliehen bekamen (der andere war US Navy Commander Roy M. Davenport). Seine Auszeichnungen umfassen u. a.: das Distinguished Service Cross, den Silver Star, zwei Legions of Merit mit Tapferkeitsabzeichen, den Bronze Star mit Tapferkeitsabzeichen, die Air Medal mit Goldsternen für die zweite und dritte Auszeichnung, das Purple Heart, die Presidential Unit Citation mit vier Bronzesternen, die Marine Corps Good Conduct Medal mit Bronzestern, die World War I Victory Medal mit Westindien-Spange und verschiedene Auszeichnungen anderer Länder, darunter die Haitian Medaille Militaire, die Nicaraguan Presidential Medal of Merit with Diploma, das Nicaraguan Cross of Valor with Diploma, die Republic of Korea Ulchi Medal with Gold Star und die Korean Presidential Unit Citation mit Eichenlaub.
Obgleich die Anzahl von Pullers Auszeichnungen von Quelle zu Quelle schwankt, geht man von einer Mindestanzahl von 52 Auszeichnungen aus.
Die Fregatte der Oliver-Hazard-Perry-Klasse Lewis B. Puller war nach ihm benannt. Er ist gleichfalls Namenspatron für die Lewis B. Puller, das Typschiff einer neuen Klasse Versorgungsschiff (Expeditionary Mobile Base) das auch Plattform und Operationsbasis für Expeditionscorps ist.
Eine heute gebräuchliche Tradition des US Marine Corps ist, den Tag mit der Formel: „Good night Chesty, wherever you are!“ (zu dt. „Gute Nacht Chesty, wo immer du auch bist!“) zu beenden. Auch ist es eine der Traditionen in den Boot Camps des US Marine Corps oder der Officer Candidate School in Quantico, dass die Rekruten Marschgesänge der Form „It was good enough for Chesty Puller / It is good enough for me“ (zu dt. „Es war gut genug für Chesty Puller / Es ist auch gut genug für mich“) singen.

## Lewis B. Puller, Jr.
Der Sohn Pullers, Lewis Burwell Puller, Jr. (Lewis Puller genannt) schlug ebenfalls eine Militärlaufbahn ein. Im Vietnamkrieg verlor er beide Beine und Teile seiner Hände. Lewis Puller kandidierte erfolglos für den Kongress der Vereinigten Staaten und schrieb später eine Autobiographie mit dem Titel Fortunate Son („Glückskind“), die 1992 den Pulitzer-Preis gewann. Er beging am 11. Mai 1994 Selbstmord.

## Zitate
- Pullers Reaktion auf die Einkesselung seiner Truppen: „All right, they’re on our left, they’re on our right, they’re in front of us, they’re behind us … they can’t get away this time.“ (dt. „Gut! Sie sind zu unserer Linken, sie sind zu unserer Rechten, sie sind vor uns, sie sind hinter uns … Diesmal können sie nicht entkommen.“)[4]
- „We’re surrounded. That simplifies our problem of getting to these people and killing them“ (dt. „Wir sind umzingelt. Das vereinfacht das Problem, diese Leute zu kriegen und zu töten.“)[4]
- „Remember, you are the 1st Marines! Not all the Communists in Hell can overrun you!“ (dt. „Denkt dran, ihr seid das 1. Marineregiment! Auch alle Kommunisten aus der Hölle können euch nicht überrennen!“)[4]
- „Take me to the Brig. I want to see the real Marines.“ (dt. „Bringt mich ins Gefängnis. Ich will die richtigen Marines sehen.“)[4]

## Dokumentation
- Chesty: A Tribute to a Legend (1976), Dokumentation von John Ford, Erzähler: John Wayne; 27 bzw. 47 (Langfassung) Minuten[5]